# 오쓰키정 (후쿠시마현)
오쓰키정(大槻町)은 후쿠시마현 아사카군에 있던 정이다.